# سفتلوغراد
سفتلوغراد (بالروسية: Светлоград) هي إحدى مدن روسيا في الكيان الفدرالي الروسي ستافروبول كراي.

## أعلام
- لودميلا شفتشينكو